# Uniwersytet Szczeciński
Uniwersytet Szczeciński – utworzona w 1985 roku polska uczelnia publiczna z siedzibą w Szczecinie.

## Historia
Uniwersytet Szczeciński został utworzony 1 października 1985 na mocy ustawy z 21 lipca 1984. Powstał z połączenia Wydziału Inżynieryjno-Ekonomicznego Transportu Politechniki Szczecińskiej (którego początki sięgają 1946, kiedy to był oddzielną uczelnią: Akademią Handlową, a od 1950 Wyższą Szkołą Ekonomiczną) oraz Wyższej Szkoły Pedagogicznej w Szczecinie, która funkcjonowała od 1968 jako trzyletnia Wyższa Szkoła Nauczycielska. W jego skład wchodziły wówczas 4 wydziały, 2 instytuty kierunkowe działające na prawach wydziałów oraz pięć jednostek międzywydziałowych.
W związku z reformą struktury organizacyjnej z dniem 1 października 2019 wprowadzono zmiany:
- wydziały: Biologii, Matematyczno-Fizyczny, Nauk o Ziemi przekształcono w instytuty podlegające nowo utworzonemu Wydziałowi Nauk Ścisłych i Przyrodniczych
- wydziały Zarządzania i Ekonomiki Usług oraz Nauk Ekonomicznych i Zarządzania połączono w Wydział Ekonomii, Finansów i Zarządzania
- strukturę Wydziału Humanistycznego zmodyfikowano poprzez przyłączenie Wydziału Filologicznego i wydzielenie Wydziału Nauk Społecznych
- zmieniono nazwę Wydziału Kultury Fizycznej i Promocji Zdrowia na Wydział Kultury Fizycznej i Zdrowia.

Od 1 października 2019 Uniwersytet Szczeciński tworzy 7 wydziałów: Ekonomii, Finansów i Zarządzania, Humanistyczny, Kultury Fizycznej i Zdrowia, Nauk Społecznych, Nauk Ścisłych i Przyrodniczych, Prawa i Administracji, Teologiczny. Na uczelni działają liczne jednostki międzywydziałowe i ogólnouczelniane np. Biblioteka Główna US, Wydawnictwo Naukowe US, Akademickie Centrum Kształcenia Językowego, Uniwersyteckie Centrum Edukacji, Akademickie Biuro Karier i inne.
Uczelnia zatrudnia około 1100 nauczycieli akademickich i ponad 800 pracowników administracyjnych.

## Poczet rektorów
1. prof. dr hab. Kazimierz Jaskot (1985–1989)
2. prof. zw. dr hab. Tadeusz Wierzbicki (1989–1993)
3. prof. dr hab. inż. Hubert Bronk (1993–1999)
4. prof. dr hab. Zdzisław Chmielewski (1999–2005)
5. prof. dr hab. Waldemar Tarczyński (2005–2012)
6. prof. dr hab. Edward Włodarczyk (2012–2020)
7. prof. dr hab. Waldemar Tarczyński (od 2020)

## Studenci na US
Liczba studiujących na Uniwersytecie Szczecińskim ulega dużym wahaniom. O ile w pierwszym roku akademickim 1985/86 studia rozpoczynało 5435 studentów, o tyle w roku akademickim 1994/95 liczba studentów wzrosła do 16 921, czyli trzykrotnie. Na początku XXI w. liczba studiujących na US osiągnęła rekordowy poziom 35 tysięcy. Później zaczęła się obniżać – głównie za sprawą niżu demograficznego. W 2018 na uniwersytecie studiowało ok. 14 tysięcy studentów.
Uniwersytet Szczeciński ma prawo do doktoryzowania w 13 dyscyplinach naukowych (biologia, ekonomia, geografia, historia, pedagogika, filozofia, prawo, zarządzanie, językoznawstwo, literaturoznawstwo, teologia, fizyka i matematyka). Oznacza to, że Uniwersytet Szczeciński jest Uniwersytetem pierwszej kategorii spełniającym wszystkie wymagania ustawowe. Pełne uprawnienia akademickie posiada 6 wydziałów.
W 2018 studenci kształcili się na 70 kierunkach studiów, 26 kierunków było akredytowanych przez Polską Komisję Akredytacyjną. W ofercie studiów podyplomowych znajduje się 35 kierunków studiów.
Uczelnia ma cztery domy studenckie, łącznie akademiki posiadają ok. 1300 miejsc noclegowych, w większości są to pokoje 1- i 2-osobowe, dostosowane również do potrzeb osób niepełnosprawnych. Studenci są zrzeszeni w ponad 100 kołach naukowych. Akademicki Związek Sportowy zrzesza ponad 500 studentów. Na uczelni działają: teatr akademicki, Strefa Kultury Studenckiej oraz Chór Uniwersytetu Szczecińskiego. Studenci wydają swoje gazety, m.in. „Kwadrans Studencki”.

## Współpraca międzynarodowa
Pierwszą umowę o współpracy z uczelnią zagraniczną podpisano w 1985 roku. Był nią Uniwersytet im. Ernsta Moritza Arndta w Greifswaldzie (Niemcy). W 2024 r realizowana była współpraca na podstawie umów dwustronnych z 24 uczelniami i instytucjami naukowymi (Belgia, Bułgaria, Czechy, Dania, Finlandia, Francja, Japonia, Łotwa, Malezja, Niemcy, Rosja, Słowacja, Szwecja, Ukraina, USA, Włochy i Wielka Brytania)
Od 1998 Uniwersytet Szczeciński aktywnie uczestniczy w programie Socrates/Erasmus, w ramach którego partnerami US jest 97 uczelni m.in. z Belgii, Czech, Danii, Finlandii, Francji, Grecji, Hiszpanii, Holandii, Łotwy, Niemiec, Portugalii, Słowacji, Szwecji, Turcji, Włoch oraz Wielkiej Brytanii.

## Wydziały i instytuty
- Wydział Ekonomii, Finansów i Zarządzania – dziekan: dr hab. Małgorzata Łatuszyńska, prof. US
  - Instytut Ekonomii i Finansów – dyrektor: prof. dr hab. Iga Rudawska
  - Instytut Zarządzania – dyrektor: prof. dr hab. inż. Kesra Nermend(inne języki)
  - Instytut Gospodarki Przestrzennej i Geografii Społeczno-Ekonomicznej – dyrektor: prof. dr hab. Grażyna Rosa
- Wydział Humanistyczny – dziekan: dr hab. Krzysztof Nerlicki, prof. US
  - Instytut Językoznawstwa[11] – dyrektor: dr hab. Jolanta Mazurkiewicz-Sokołowska, prof. US
  - Instytut Literatury i Nowych Mediów – dyrektor: dr hab. Piotr Krupiński(inne języki), prof. US
  - Instytut Historyczny – dyrektor: dr hab. Agnieszka Szudarek, prof. US
  - Instytut Filozofii i Kogniwistyki – dyrektor: dr hab. Maciej Witek, prof. US
- Wydział Kultury Fizycznej i Zdrowia – dziekan: dr hab. Marta Stępień-Słodkowska, prof. US
  - Instytut Nauk o Kulturze Fizycznej – dyrektor: dr hab. Marek Sawczuk(inne języki), prof. US
- Wydział Nauk Społecznych – dziekan: dr hab. Irena Ramik-Mażewska, prof. US
  - Instytut Psychologii – dyrektor: ks. prof. dr hab. Zdzisław Kroplewski
  - Instytut Socjologii – dyrektor: dr hab. Maciej Kowalewski, prof. US
  - Instytut Pedagogiki – dyrektor: dr hab. Anna Murawska, prof. US
  - Instytut Nauk o Polityce i Bezpieczeństwie – dyrektor: dr hab. Tomasz Czapiewski
- Wydział Nauk Ścisłych i Przyrodniczych – dziekan: dr Andrzej Wiśniewski
  - Instytut Biologii – dyrektor: dr hab. inż. Robert Czerniawski, prof. US
  - Instytut Fizyki – dyrektor: dr hab. inż. Marcin Buchowiecki(inne języki), prof. US
  - Instytut Matematyki – prof. dr hab. n. mat., dr hab. inż. Piotr Krasoń
  - Instytut Nauk o Morzu i Środowisku – dyrektor: dr hab. inż. Andrzej Osadczuk
- Wydział Prawa i Administracji – dziekan: dr hab. Ewelina Cała-Wacinkiewicz, prof.US
  - Instytut Nauk Prawnych – p.o. dyrektora: dr hab. Ewelina Cała-Wacinkiewicz, prof.US
- Wydział Teologiczny – dziekan: ks. dr hab. Grzegorz Chojnacki, prof. US
  - Instytut Nauk Teologicznych – dyrektor: ks. dr hab. Grzegorz Chojnacki, prof. US

## Instytucje US
- Biblioteka Główna US
- Wydawnictwo Naukowe US

## Władze Uczelni

### Władze rektorskie
W kadencji 2024–2028:
| Stanowisko                | Imię i nazwisko                   |
| ------------------------- | --------------------------------- |
| Rektor                    | prof. dr hab. Waldemar Tarczyński |
| Prorektor ds. Nauki       | prof. dr hab. Andrzej Skrendo     |
| Prorektor ds. Organizacji | dr hab. Kinga Flaga-Gieruszyńska  |
| Prorektor ds. Finansów    | dr hab. Jacek Batóg               |
| Prorektor ds. Kształcenia | dr hab. Renata Podgórzańska       |
| Prorektor ds. Studenckich | dr hab. Katarzyna Kotarska        |

### Władze administracyjne
W kadencji 2020–2024:
| Stanowisko | Imię i nazwisko             |
| ---------- | --------------------------- |
| Kanclerz   | mgr inż. Andrzej Jakubowski |
| Kwestor    | mgr Andrzej Kuciński        |

## Tytuły honorowe

### Doktorzy honoris causa US(chronologicznie)[13]
- Władysław Górski
- Alfred Wielopolski
- Manfred Stolpe
- Waldemar Grzywacz
- Józef Rutkowski
- Lesław Swatler
- Leszek Balcerowicz
- Andrzej Piskozub
- Jerzy Giedroyc
- Leszek Kołakowski
- Hans-Dietrich Genscher
- Gerard Labuda
- Christopher Francis Patten
- Günter Verheugen
- Andrzej Legocki
- Wojciech Wrzesiński
- Kazimierz Sawicki
- Tadeusz Wierzbicki
- Andrzej Dubas
- Stanisław Owsiak
- John Barrow
- Zbigniew Radwański
- Richard Pipes
- Zygmunt Kamiński
- Joanna Kulmowa
- Horst Lange-Bertalot(inne języki)
- Zbigniew Nosowski
- Michael North
- Grzegorz Węgrzyn

### Honorowi profesorowie US
- Konrad Zuse

## Siedziby wydziałów US

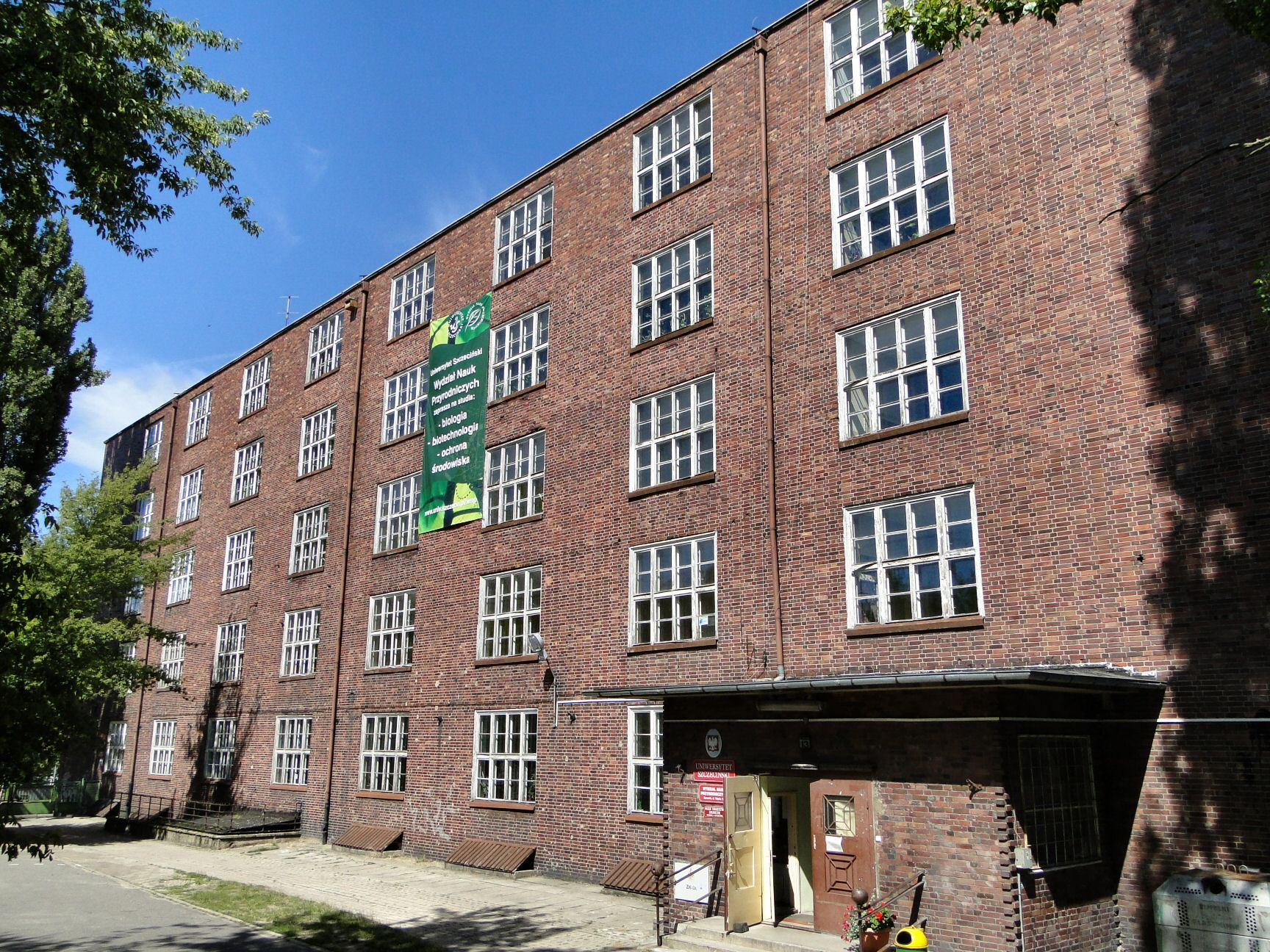
Wydział Nauk Ścisłych i Przyrodniczych (dawniej Wydział Biologii)
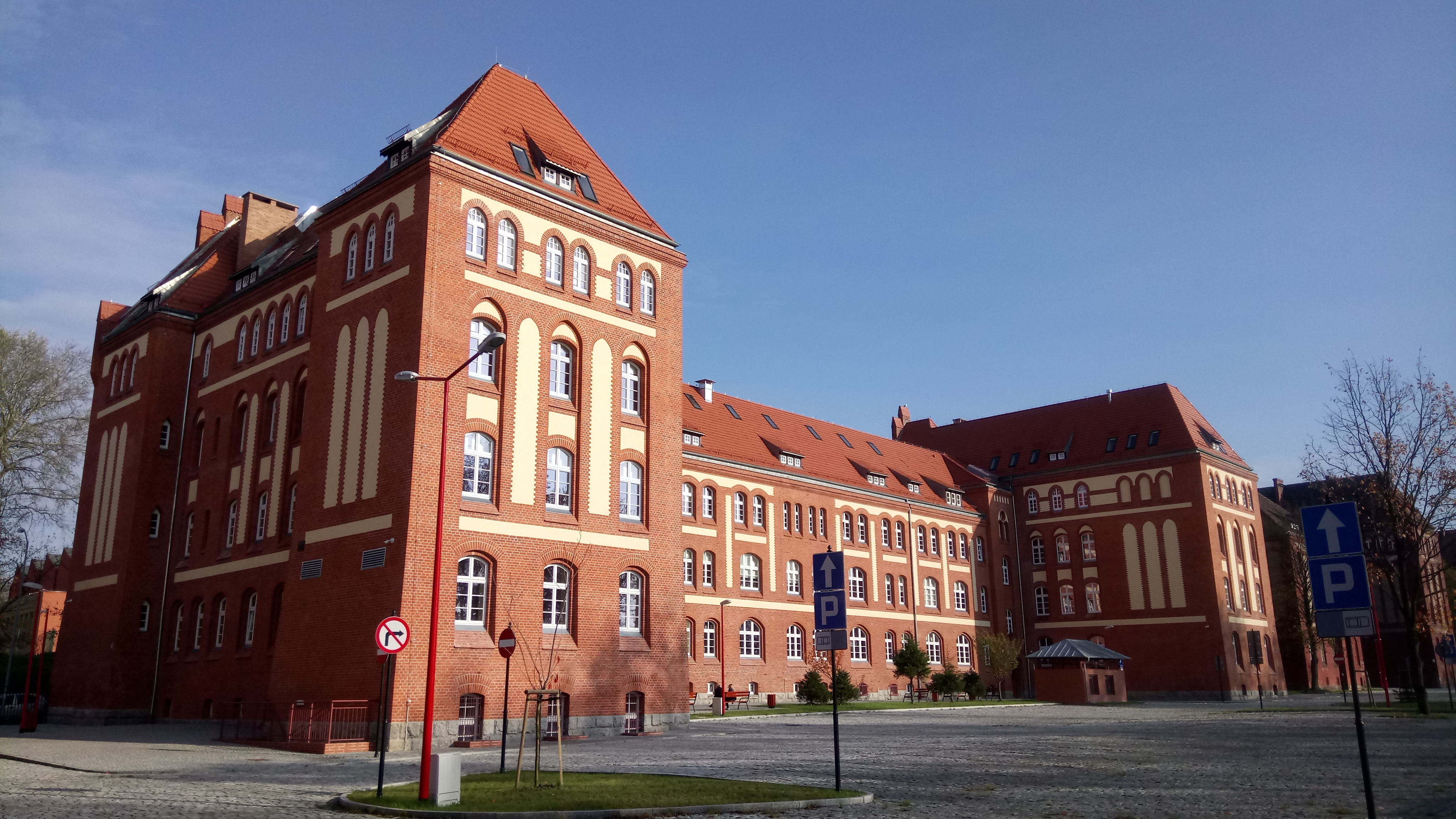
Wydział Humanistyczny (dawniej Wydział Filologiczny)
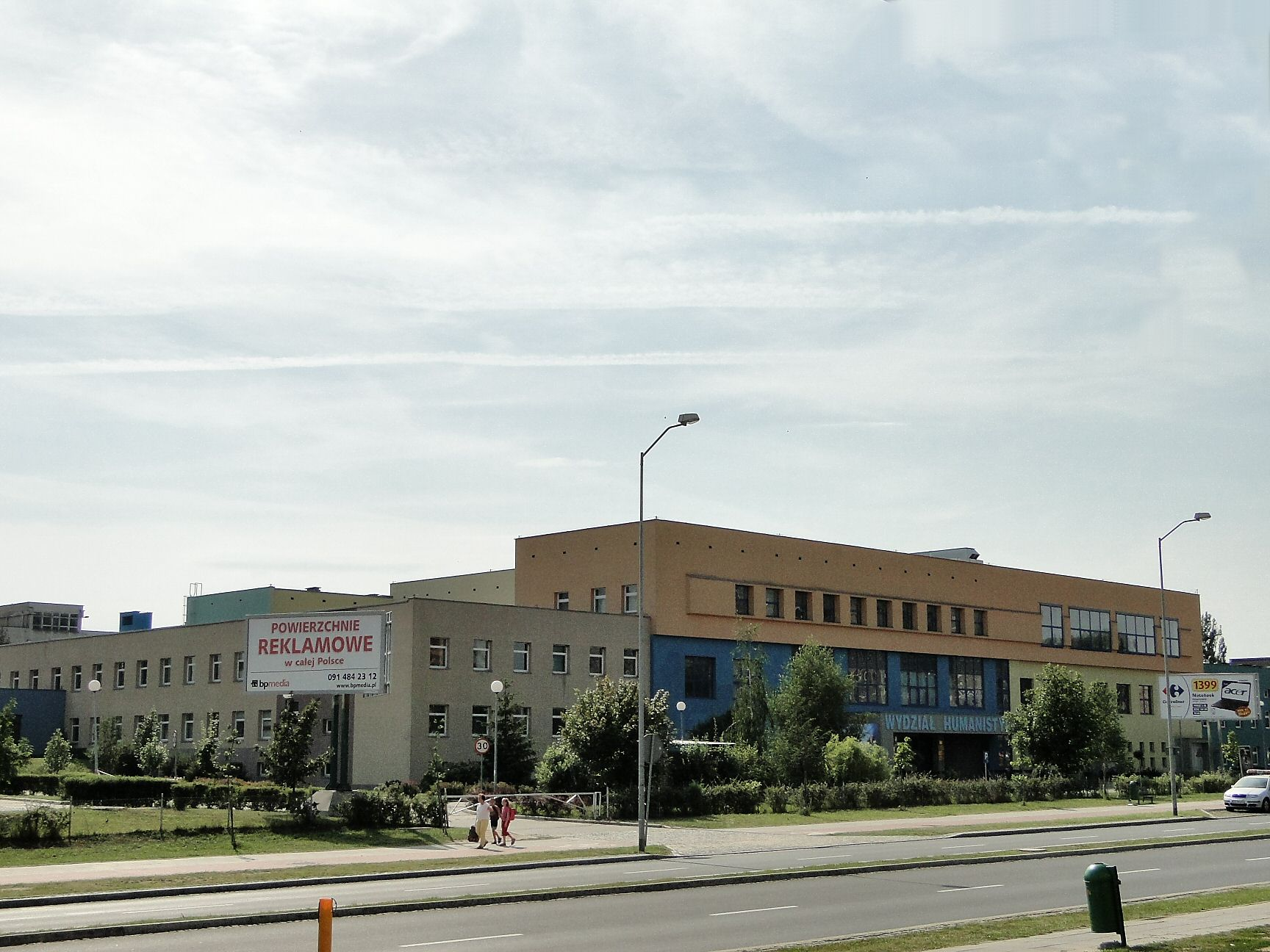
Wydział Nauk Społecznych
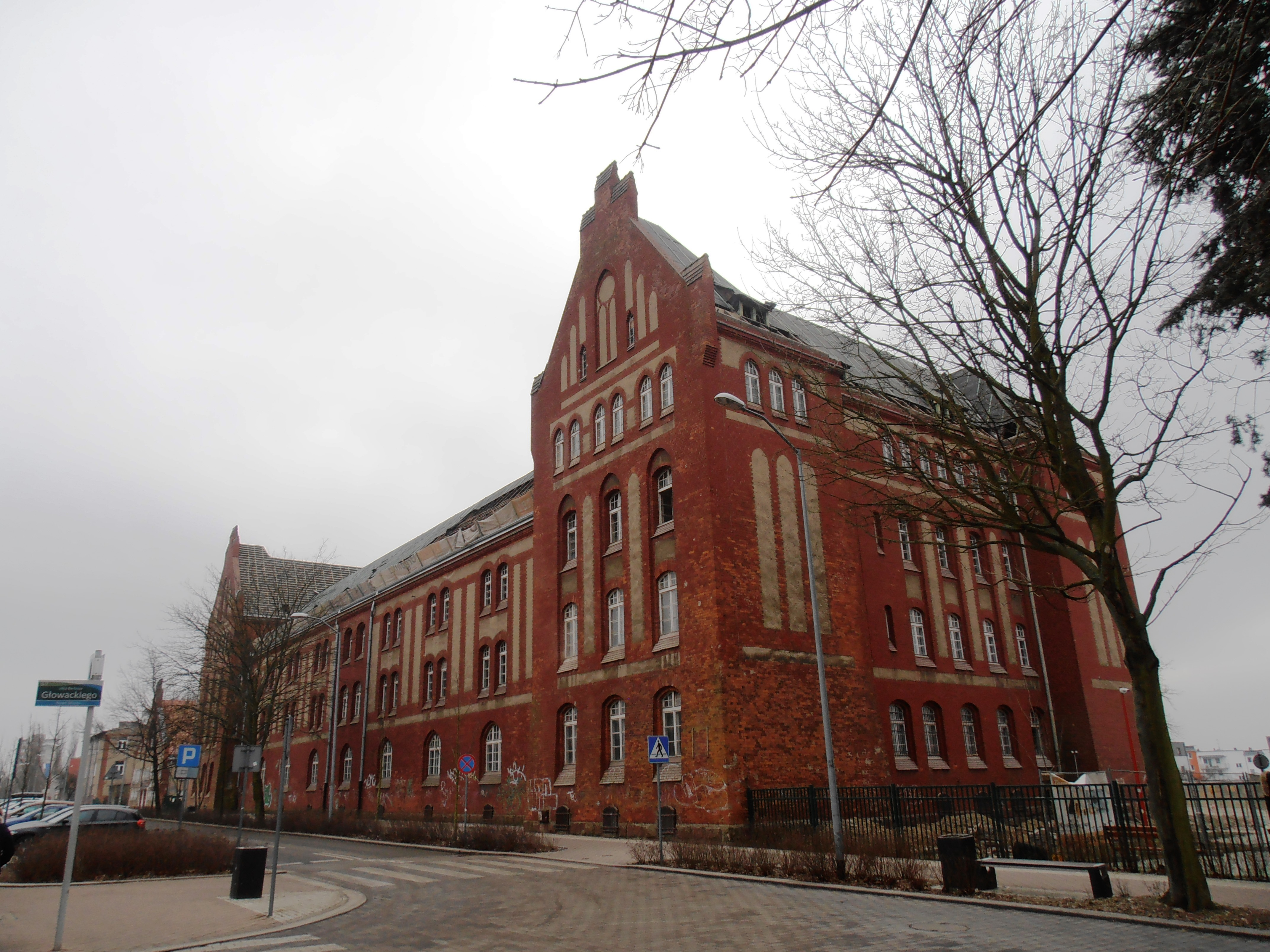
Wydział Kultury Fizycznej i Zdrowia
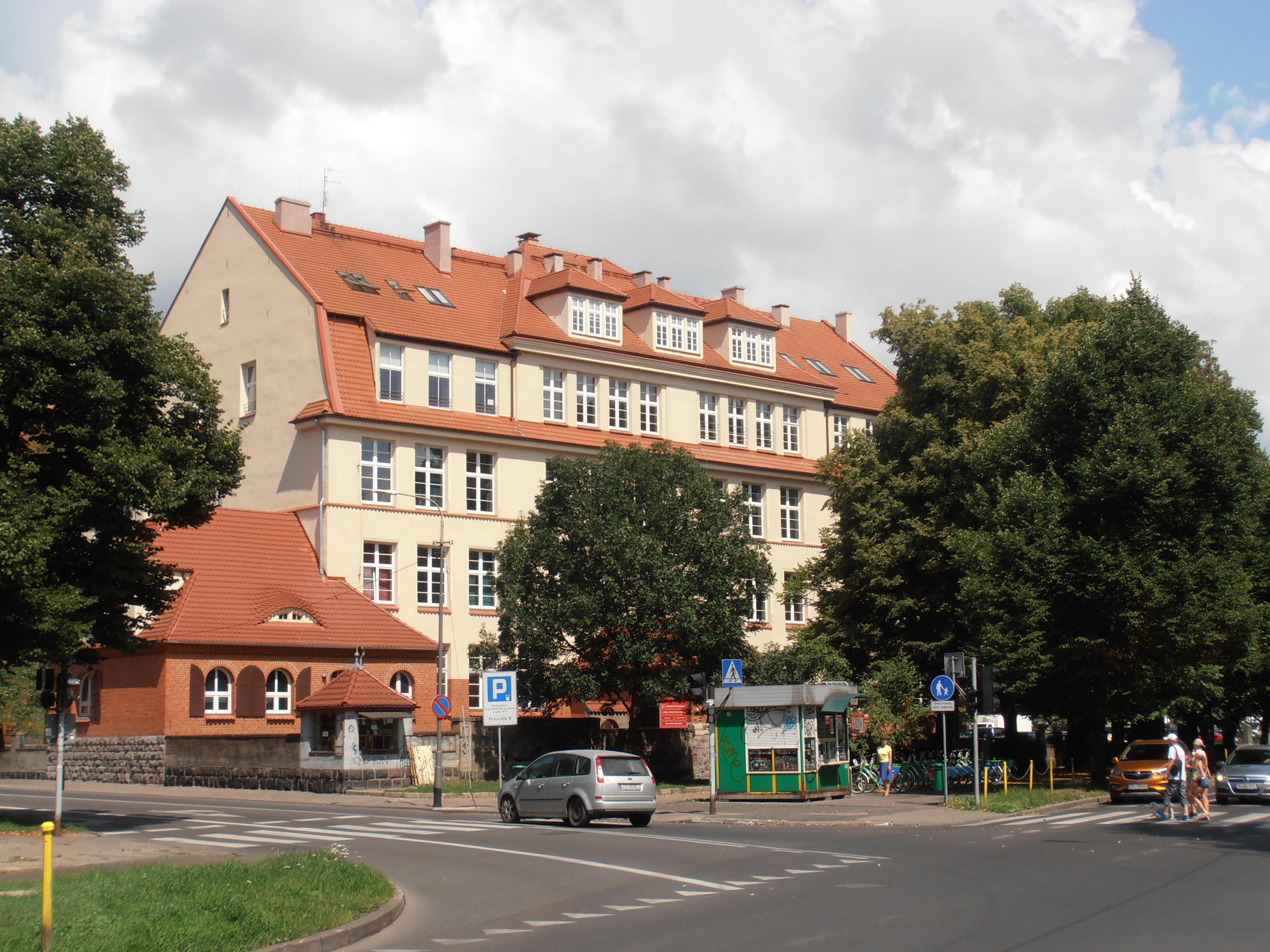
Wydział Nauk Ścisłych i Przyrodniczych (dawniej Wydział Matematyczno-Fizyczny US)
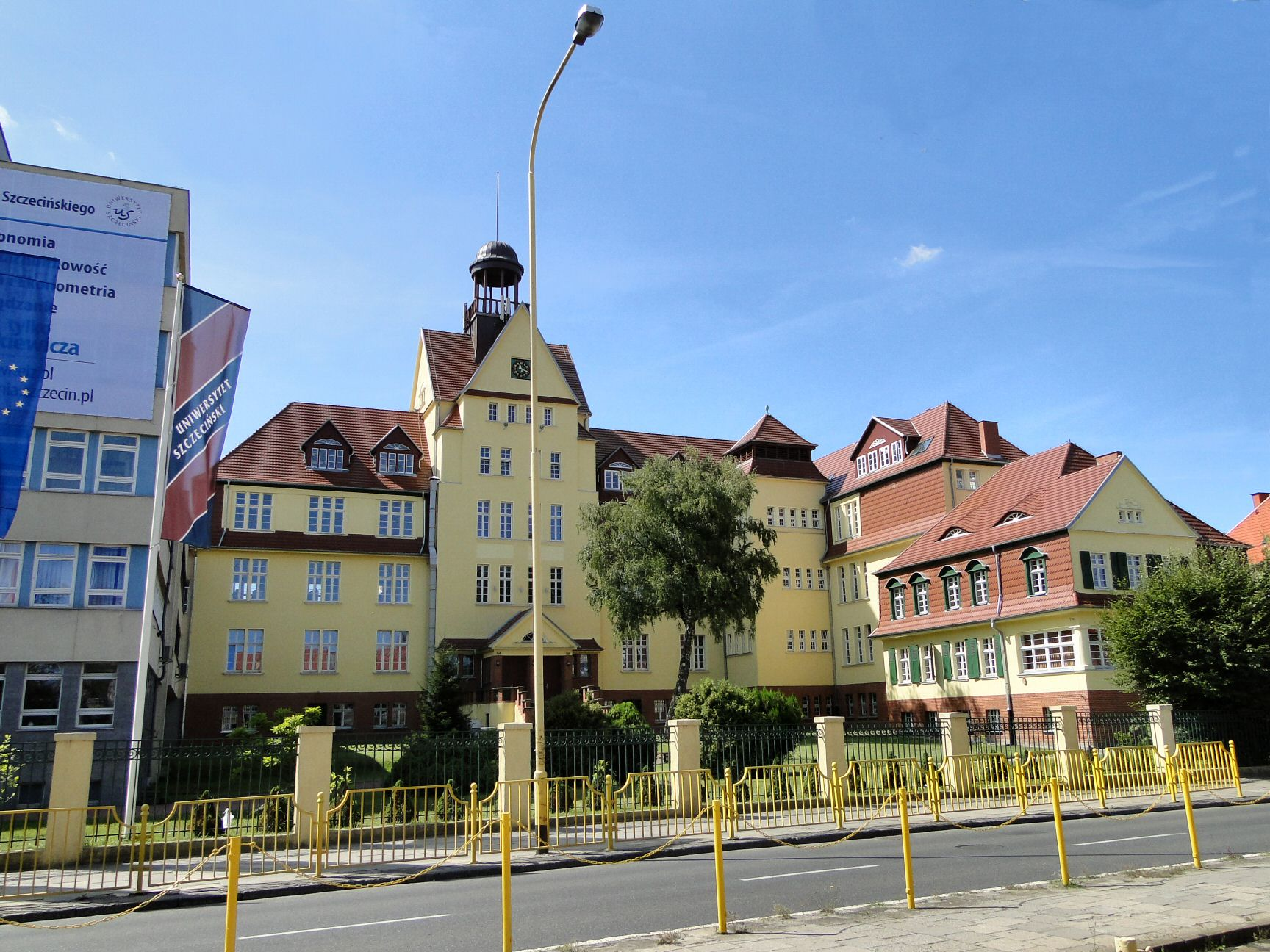
Wydział Ekonomii, Finansów i Zarządzania (dawniej Wydział Nauk Ekonomicznych i Zarządzania)
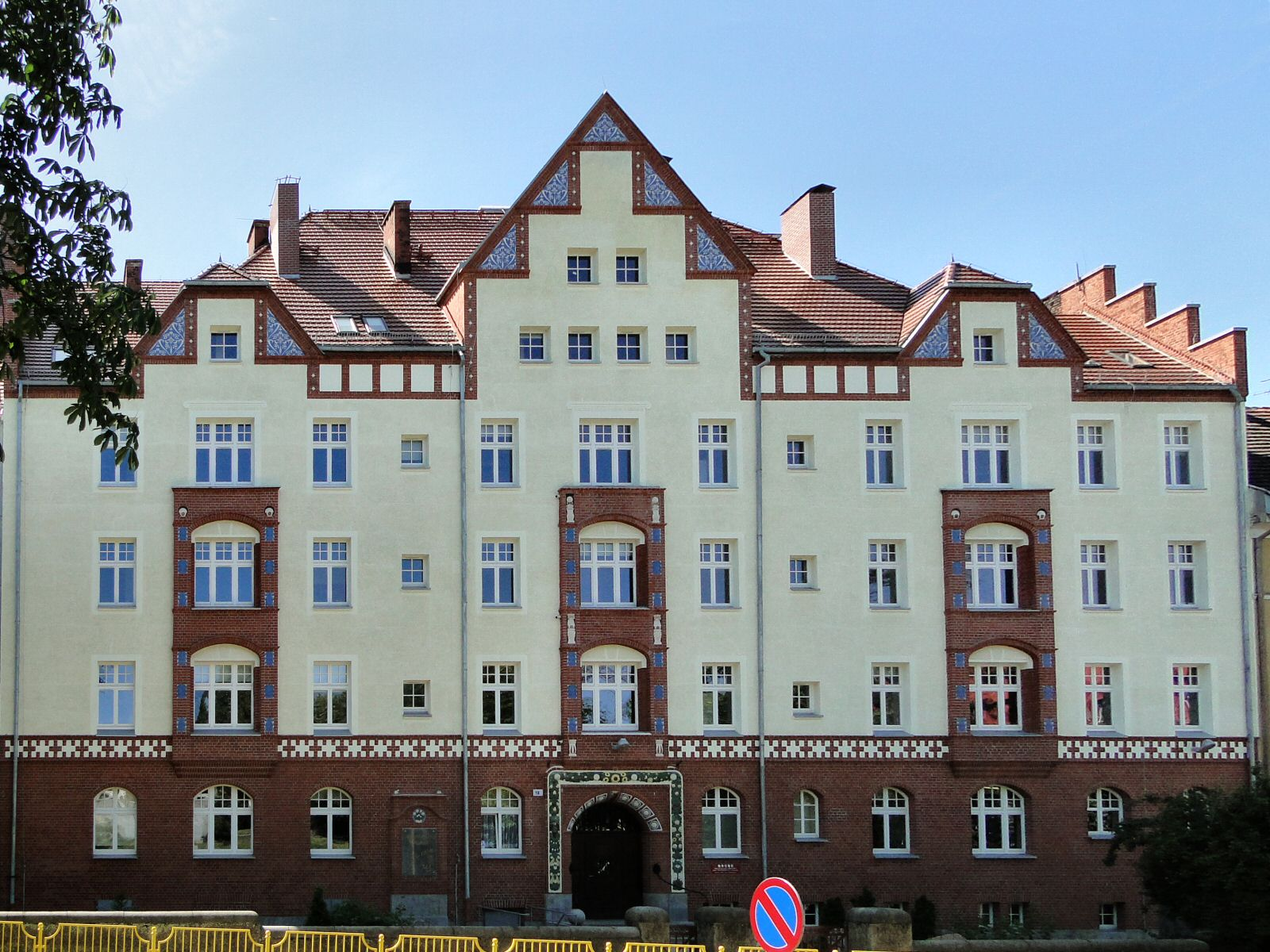
Wydział Nauk Ścisłych i Przyrodniczych (dawniej Wydział Nauk o Ziemi)
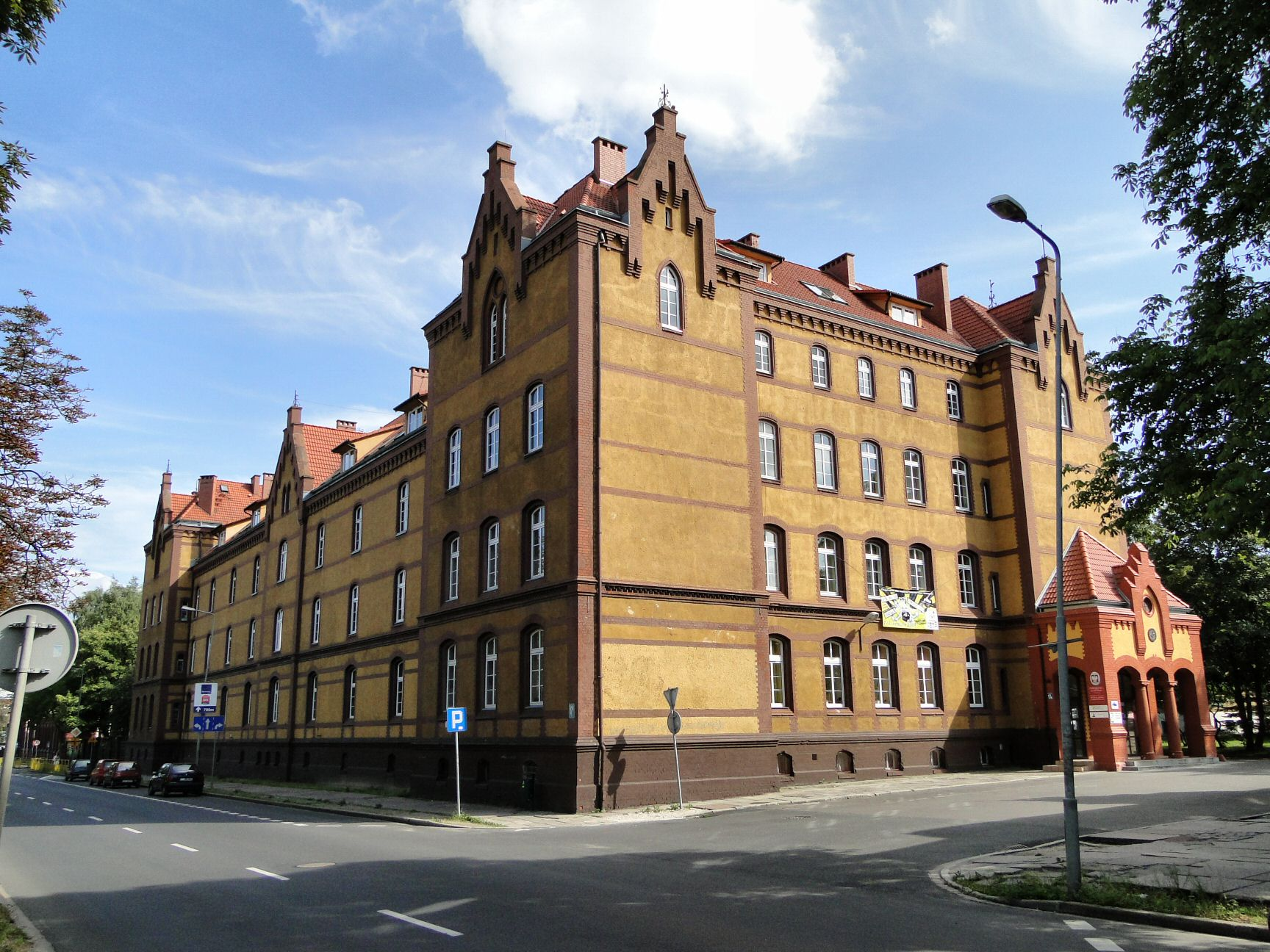
Wydział Prawa i Administracji
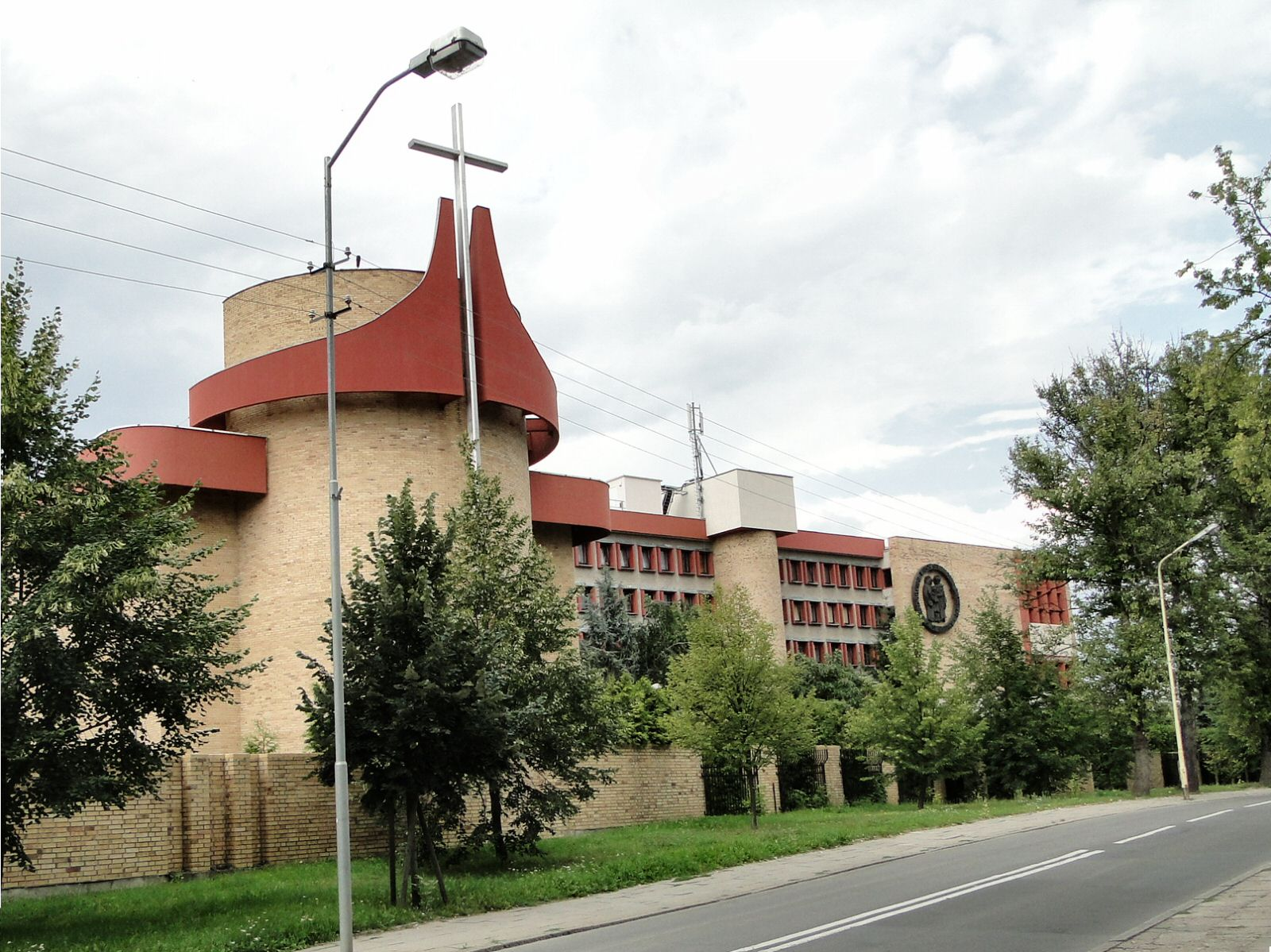
Wydział Teologiczny
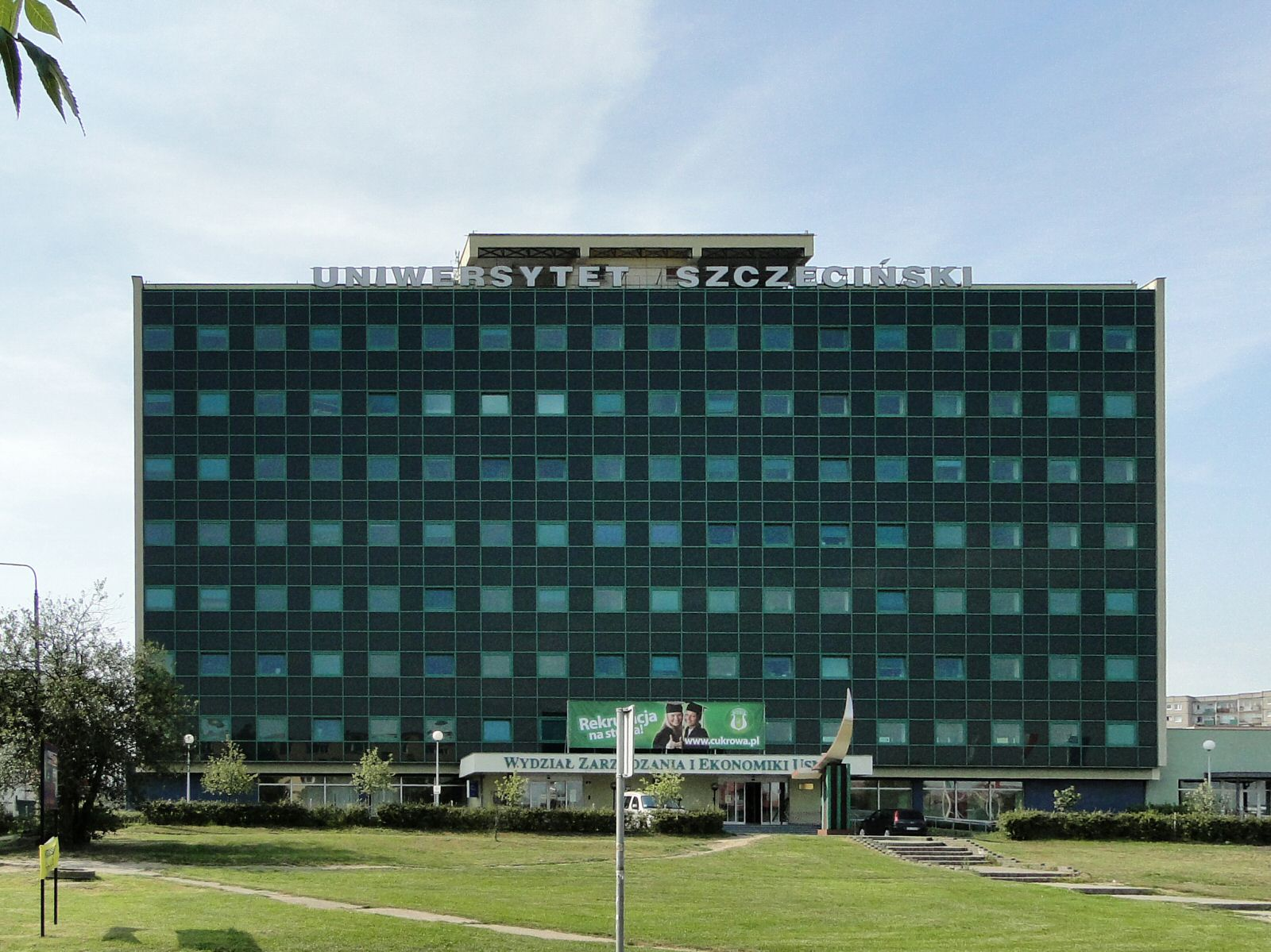
Wydział Ekonomii, Finansów i Zarządzania (dawniej Wydział Zarządzania i Ekonomiki Usług)